# فروپاشی بوم‌سازگان

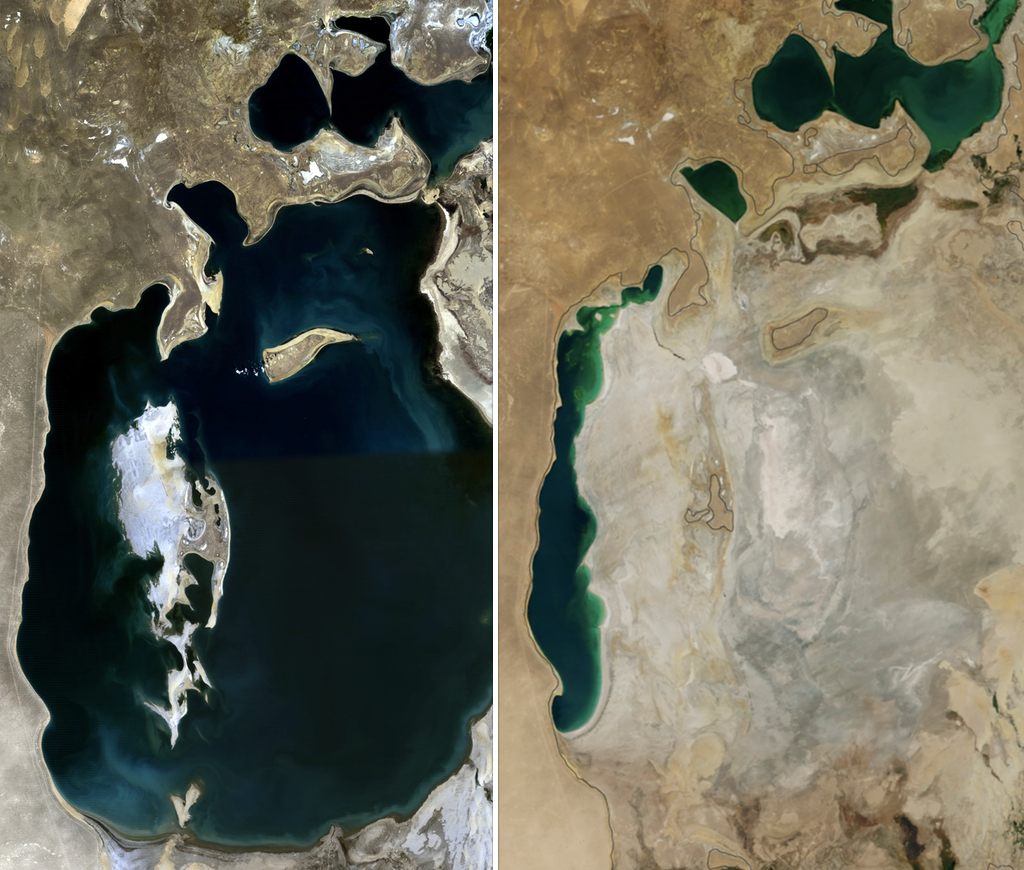
تصویر دریای آرال در سال ۱۹۸۹ (سمت چپ) و ۲۰۱۴. دریای آرال نمونه‌ای از اکوسیستم فروپاشیده است. (منبع تصویر: ناسا)

یک بوم‌سازگان زمانی فروپاشیده در نظر گرفته می‌شود که زیستی منحصر به فرد آن (زیاگان ویژه) یا ویژگی‌های غیرزیستی آن در اثر تمام رخدادهای پیشین از بین برود. فروپاشی اکوسیستم باعث فروپاشی بوم‌شناختی در یک سیستم می‌شود. اساساً سطوح پایداری، انعطاف‌پذیری و تنوع آن را تغییر می‌دهد. با این حال، امکان معکوس کردن آن از طریق بازسازی دقیق وجود دارد، و بنابراین کاملاً معادل انقراض گونه‌ها نیست. این امر پس از رسیدن یک سیستم به اصطلاح «نقطه اوج» بوم‌شناختی یا عبور از آستانه بحرانی رخ می‌دهد و دیگر نمی‌تواند به اندازه کافی به تغییرهای سریع در شرایط بوم‌شناختی یا به دلیل ناگهانی یا مقیاس تغییرها پاسخ دهد.

نقاط اوج احتمالی در سیستم آب و هوایی